# Gréta Kerekes
Gréta Kerekes (* 9. Oktober 1992 in Debrecen) ist eine ungarische Hürdenläuferin, die sich auf die 100-Meter-Distanz spezialisiert hat.

## Sportliche Laufbahn
Ihren ersten Wettkampf bei internationalen Meisterschaften bestritt Gréta Kerekes bei den Jugendweltmeisterschaften 2009 in Brixen, bei denen sie im Vorlauf über 100 Meter Hürden mit 14,39 s ausschied. Anschließend gelangte sie beim Europäischen Olympischen Jugendfestival (EYOF) in Tampere bis in das Halbfinale und schied dort mit 14,15 s aus, gewann aber die Silbermedaille mit der ungarischen 4-mal-100-Meter-Staffel. 2010 nahm sie an den Juniorenweltmeisterschaften in Moncton teil und konnte dort ihren Vorlauf nicht beenden. und schied mit der ungarischen Staffel mit 45,77 s ebenfalls in der ersten Runde aus. 2011 erreichte sie bei den Junioreneuropameisterschaften im estnischen Tallinn das Halbfinale im Einzelbewerb und schied dort mit 14,07 s aus und belegte mit der ungarischen Stafette in 45,24 s den sechsten Platz. Daraufhin begann sie ein Studium an der University of Texas at El Paso und nahm 2015 an der Sommer-Universiade im südkoreanischen Gwangju teil, bei der sie mit 14,23 s ein weiteres Mal in der Vorrunde ausschied. 2016 qualifizierte sie sich für die Hallenweltmeisterschaften in Portland und schied dort über 60 Meter Hürden mit 8,37 s ebenfalls in der ersten Runde aus, wie auch bei den Europameisterschaften in Amsterdam im  Juli mit 13,54 s, bei denen sie auch mit der 4-mal-100-Meter-Staffel antrat, aber sich mit 44,34 s auch nicht für das Finale qualifizieren konnte.
2017 erfolgte die Teilnahme an den Halleneuropameisterschaften in Belgrad, bei denen sie in das Semifinale über 60 Meter Hürden gelangte und dort mit 8,23 s ausschied. Im August nahm sie an den Weltmeisterschaften in London teil und scheiterte dort mit 13,15 s bereits im Vorlauf. Bei den Weltstudentenspielen in Taipeh zwei Wochen später belegte sie dann in 13,38 s den achten Platz. Im Jahr darauf gelangte sie bei den Hallenweltmeisterschaften in Birmingham bis in das Halbfinale und schied dort mit 8,17 s aus. Auch bei den Europameisterschaften in Berlin im August erreichte sie das Halbfinale und schied dort mit 13,23 s aus, während sie mit der Staffel mit 44,15 s im Vorlauf scheiterte. 2019 wurde sie bei den Halleneuropameisterschaften in Glasgow in 8,03 s Fünfte und anschließend belegte sie bei den Europaspielen in Minsk in 13,16 s Rang vier. Anfang Oktober nahm sie erneut an den Weltmeisterschaften in Doha teil, scheiterte dort aber mit 13,11 s im Vorlauf. 2021 schied sie bei den Halleneuropameisterschaften in Toruń mit 8,21 s in der ersten Runde über 60 m Hürden und 2023 belegte sie bei den Halleneuropameisterschaften in Istanbul in 8,03 s den siebten Platz. Im Juni wurde sie bei der 2. Liga der Team-Europameisterschaft im Rahmen der Europaspiele in Chorzów in 43,49 s Erste in der 4-mal-100-Meter-Staffel. Im August schied sie bei den Weltmeisterschaften in Budapest mit 13,09 s in der ersten Runde aus. Zudem verpasste sie mit der Staffel mit 43,38 s den Finaleinzug. Im Jahr darauf schied sie bei den Hallenweltmeisterschaften in Glasgow mit 8,12 s im Halbfinale über 60 m Hürden aus. Im Juni schied sie bei den Europameisterschaften in Rom mit 13,05 s im Halbfinale über 100 m Hürden aus und schied mit der Staffel mit 43,70 s im Vorlauf aus. Anschließend schied sie bei den Olympischen Sommerspielen in Paris mit 13,20 s in der Hoffnungsrunde über die Hürden aus.
In den Jahren 2014, 2016 und 2017 wurde Kerekes ungarische Meisterin im 100-Meter-Hürdenlauf und von 2016 bis 2019 sowie 2021, 2023 und 2024 wurde sie Hallenmeisterin über 60 Meter Hürden.

## Persönliche Bestzeiten
- 100 m Hürden: 12,92 s (−0,5 m/s), 18. Juli 2023 in Székesfehérvár
- 60 m Hürden (Halle): 7,96 s, 18. Februar 2024 in Nyíregyháza